# 上海紡績
上海紡績会社（しゃんはいぼうせきがいしゃ）とは、1902年（明治35年）、三井物産によって興泰紗廠が買収され、これが改組されたことによって成立した綿紡績企業。在華紡の先駆けとなった日本企業。シャンボウの名で知られた。

## 概要
1894年（明治27年）、綿輸出関税の撤廃によって日本の綿紡績品は先行するイギリスの製品と競争しつつ、中国市場に進出していった。教育者だった成瀬隆蔵は1895年（明治28年）に三井財閥に入り、旧興泰紗廠の買収を主導した。1902年（明治35年）、旧興泰紗廠は三井物産上海支店によって買収・改組されて上海紡績株式会社が設立され、成瀬はその総支配人に就任した。上海紡績は、在華紡（中国において日本資本が経営した紡績業）の先駆的存在となった。
皇室の姻戚となった黒田慶樹の祖父、黒田慶太郎もまた三井物産に入社して上海紡織の代表取締役会長として戦前の上海に暮らしたことのある人物である。